# Вассерман, Август
Август Пауль фон Вассерман  (нем. August Paul von Wassermann; 21 февраля 1866, Бамберг — 16 марта 1925, Берлин) — немецкий микробиолог и иммунолог еврейского происхождения.

## Биография
Родился 21 февраля 1866 года в семье баварского придворного банкира.
Учился в Страсбургском, Венском и Берлинском университетах, где его учителями были Роберт Кох и Пауль Эрлих. С 1902 года — профессор института Р. Коха, с 1913 года — директор института экспериментальной терапии в Берлине.
Основные исследования — изучение изменений в сыворотке крови больных в процессе возникающего иммунитета при холере, тифах и дифтерии. В 1906 году разработал (совместно с А. Нейссером и его ассистентом К. Бруком) методику диагностики сифилиса (т. н. «реакция Вассермана»). Установил (1901) наличие иммунологической специфичности белков различных животных, работал над усовершенствованием серодиагностики туберкулёза, новообразований и др.
В 1913 году за научные заслуги получил дворянство и соответствующую приставку «фон» к фамилии.

## Сочинения
- Hämolysine, Cytotoxine und Präcipitine, Lpz., 1902.
- Handbuch pathologenen Mikroorganismen, 2 Aufl., Bd. 1—8, Jena, 1912—13.